# Croton sublyratus
Espèce
Croton sublyratus est une espèce de plantes à fleurs du genre Croton et de la famille des Euphorbiaceae, présente en Birmanie et aux îles Andaman.
Il a pour synonyme :
- Oxydectes sublyrata, (Kurz) Kuntze